# Нижня Крайна

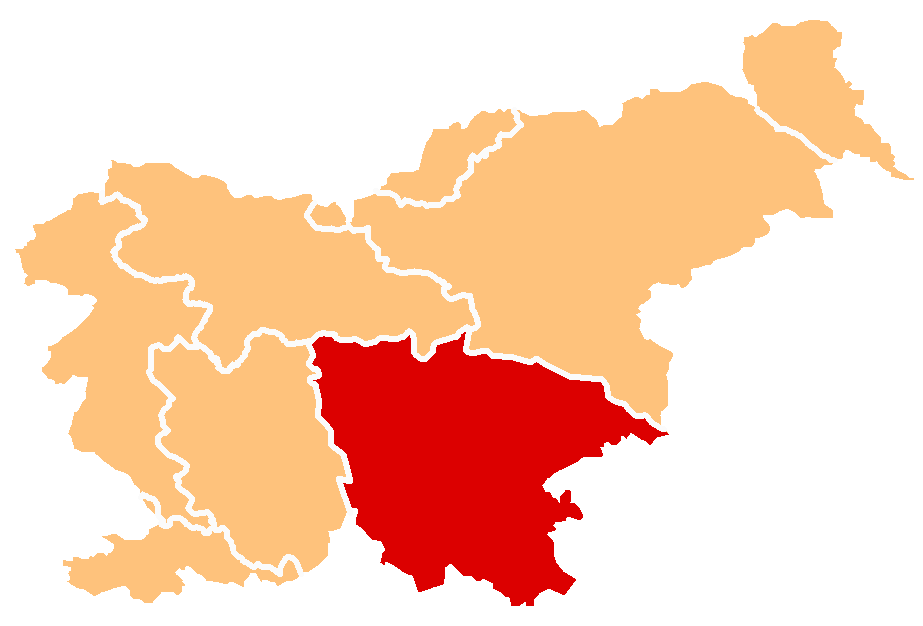
Нижня Крайна на мапі Словенії

45°52′00″ пн. ш. 14°59′00″ сх. д. / 45.86666667° пн. ш. 14.98333333° сх. д.
Нижня Крайна (словен. Dolenjska; нім. Unterkrain) — історична область габсбурзького кронланду Крайна 1849—1919 років, нині історична область Словенії. Її центром було Ново Мєсто, інші міські центри: Кочев'є, Гросуплє, Кршко, Требнє, Чрномель, Семич і Метлика.

## Географія
Нижня Крайня обмежена Люблянською улоговиною з містом Любляна на північному заході, річкою Купа та кордоном з Хорватією з горами Горянці на півдні та південному сході, річкою Сава на півночі та північному сході, а також горою Крим, плато Блоке та плато Поток (словен. Potočanska planota) на заході. 
Найпівденніша область аж до кордону з Хорватією на річці Купа називається Білою Крайною і зазвичай вважається частиною Нижньої Крайни. 

У межах карстового плато Кочевський Ріг гори досягають висоти 1099 м.

## Історія
У XVII столітті Габсбурзьке герцогство Крайна було внутрішньо поділено на три адміністративні округи. 
Цей поділ був детально описаний науковцем Йоганном Вейхардом фон Вальвазором у його праці 1689 року «Слава герцогства Карніола» . 
Верхня Крайна з центром у Любляні, що охоплювала північні райони герцогства; Внутрішня Крайна на південному заході Крайни з центром у Постойні та Нижня Крайна на південному сході, що приблизно відповідає середньовічній Віндицькій марці Священної Римської імперії . 
Основна частина населення розмовляла словенською, німецькомовний ексклав німців-кошевців існував у Кочев’є на півдні.
Цей поділ зберігався в різних варіантах аж до 1860-х років, коли старі адміністративні округи були скасовані, а Нижню Крайню було поділено на менші округи Ново-Место (нім. Rudolfswert), Кочев'є (нім. Gottschee) і Кршко (нім. Gurkfeld). 
Тим не менш, регіональна ідентичність залишалася сильною і після цього. 
Після розпаду Австро-Угорщини, після Першої світової війни Крайна  включена спочатку до складу Держави словенців, хорватів і сербів, а потім до складу Королівства сербів, хорватів і словенців, і припинила своє існування як окрема політико-географічна одиниця. 
Регіональна ідентичність Крайни незабаром зникла, але регіональна ідентифікація з її поділом (Верхня Крайна, Нижня Крайна та, меншою мірою, Внутрішня Крайна) залишається сильною.
Починаючи з 1890-х років, Нижня Крайна стала значно тісніше сполучена з навколишніми регіонами через відкриття залізниць Карловаць — Любляна (1894), Севниця —  Требнє (1908, 1938) та шосе Братерства та Єдності (1958), що сполучає Любляну та Загреб . 

На початку XXI століття шосе Братерства та Єдності було замінено сучасною автомагістраллю А2 (завершено у 2011 році). 